# Gerhard Lauke
Gerhard Lauke (Frankfurt de l'Oder, 25 de febrer de 1952), va un ciclista alemany que va defensar el colors de la República Democràtica Alemanya. Del seu palmarès destaca la medalla de bronze al Campionat del Món en contrarellotge per equips de 1974.
El seu fill Ronny també s'ha dedicat al ciclisme.

## Palmarès
- 1973
  - Vencedor d'una etapa a la Volta a Polònia
- 1977
  - Campió de la RDA en contrarellotge per equips